# Niveaux intermédiaires
Les Niveaux intermédiaires (Mid-Levels) sont un quartier résidentiel aisé de l'île de Hong Kong, à Hong Kong. Ils sont situés entre Victoria Peak et Central. Les résidents sont principalement des Hongkongais aisés et des professionnels expatriés.
Le quartier des Niveaux intermédiaires est divisé en quatre zones :
- Mid-Levels West (proche de Central, Sheung Wan et Sai Wan, incluant Bonham Road, Caine Road, et Conduit Road ;
- Mid-Levels Central (proche de Central, Admiralty et Wan Chai, au-dessus des Jardins botanique et zoologique de Hong Kong et de Hong Kong Park. Comprend MacDonnell Road, Kennedy Road, Old Peak Road et Bowen Road) ;
- Mid-Levels East (près de Causeway Bay, inclut Jardine's Lookout, Stubbs Road et Mount Butler) ;
- Mid-Levels North (proche de North Point, comprend la Colline Braemar).

Outre les vues panoramiques sur Victoria Harbour et le reste de la ville, le quartier est également proche de Central et Admiralty, qui sont tous deux d'importants quartiers d'affaires, offrant ainsi un accès facile et pratique aux hommes et femmes d'affaires vivant à Mid-Levels. La proximité de la nature et la qualité de l'air comparativement meilleure que dans de nombreux quartiers de l'île de Hong Kong constituent un attrait supplémentaire des Mid-Levels. De nombreuses personnes fortunées de Hong Kong sont prêtes à payer des prix plus élevés pour une résidence plus éloignée de la pollution tout en restant proche du centre de la ville.
De nombreuses rues portent le nom d'anciens gouverneurs de Hong Kong. Parmi les exemples, citons Bonham Road (d'après George Bonham, 1848-1854) et Kennedy Road (d'après Arthur Edward Kennedy, 1872-1877). La plupart des rues de cette zone sont accessibles à pied depuis le Central Business District, accessible par l'escalator des Mid-Levels depuis Central.
L'offre de logements est variée, allant d'appartements ultra-luxueux à des appartements plus modestes. Le coût de ces appartements varie considérablement en fonction de leur taille, de leur emplacement et de leur ancienneté. Le coût va de dix millions de dollars à plus de cinq cents millions de dollars de Hong Kong pour un appartement dans Opus Hong Kong, un immeuble conçu par Frank Gehry.
De nombreux collèges et écoles prestigieux sont situés à Mid-Levels, notamment l'Université de Hong Kong, St Francis' Canossian College, Island School, King's College, Ying Wa Girls' School, St. Paul's Co-educational College et St. Joseph's College, pour n'en citer que quelques-uns.

## Histoire
Les premières maisons de Mid-Levels étaient de grandes demeures, avec des jardins construits en terrasses sur le flanc escarpé de la colline, portant des noms tels que Rose Hill, Cringleford et Idlewild. Sara Roosevelt, la mère de Franklin D. Roosevelt, a vécu avec sa famille à Rose Hill de 1862 à 1865 durant la Guerre de Sécession.

## Escalier mécanique de Central–Mid-Levels

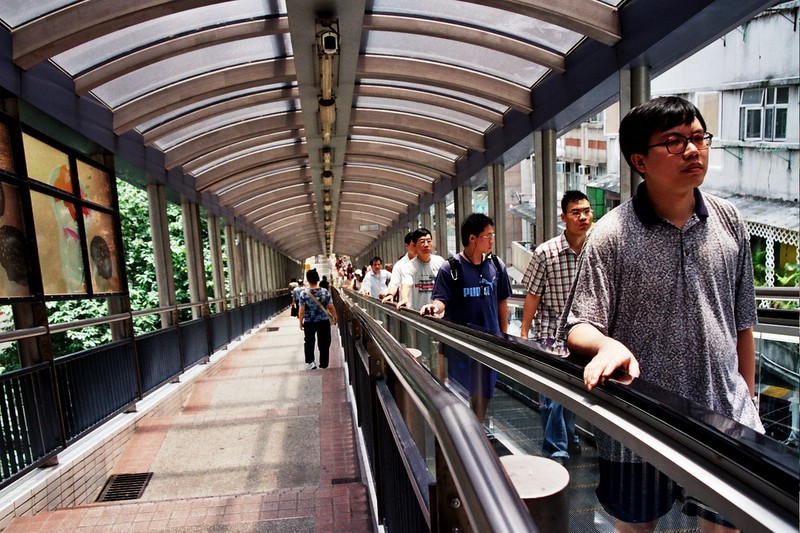
Escalier mécanique de Central–Mid-Levels

L'escalier mécanique Central-Mid-Levels traverse les Mid-Levels, de Central à Conduit Road. Il permet aux gens de se déplacer rapidement entre ces deux endroits, contrairement aux routes sinueuses qui montent le long de la montagne. Avec ses 800 mètres, il s'agit de l'escalier mécanique extérieur le plus long du monde. Il a été inauguré le 15 octobre 1993. L'escalier mécanique fonctionne en descente de 6 h à 10 h et en montée de 10h30 à minuit tous les jours. Les piétons voyageant dans la direction opposée utilisent les escaliers et les chemins piétonniers adjacents. Outre sa fonction de transport, il s'agit d'une attraction touristique. Des sections de l'escalier mécanique ont été rénovées en 2018 et 2019, et certaines sections ont été fermées pour des raisons de maintenance.

## Rues
Les rues des Niveaux intermédiaires comprennent :
- Arbuthnot Road
- Babington Path
- Bonham Road
- Bowen Road
- Breezy Path
- Caine Road
- Castle Road
- Conduit Road
- Cotton Tree Drive
- Kennedy Road
- Kotewall Road
- Lyttleton Road
- MacDonnell Road
- Magazine Gap Road
- May Road
- Park Road
- Rednaxela Terrace
- Robinson Road, Hong Kong
- Seymour Road

## Loisirs

### Parc de Hong Kong
Le parc de Hong Kong, d'une superficie de 80 000 m2, est situé à côté de Cotton Tree Drive à Central. Il comprend des installations modernes entourées d'un paysage naturel.

### Jardins botanique et zoologique de Hong Kong
Le jardin zoologique et botanique de Hong Kong est l'un des plus anciens centres zoologiques et botaniques du monde. Il est situé sur le versant nord du pic Victoria et est ouvert au public depuis 1862. En 1871, il a été officiellement rebaptisé « jardins botaniques » et, en 1975, il a de nouveau été rebaptisé « jardins zoologiques et botaniques de Hong Kong ». Ce vénérable parc s'appelait auparavant Bing Tao Garden, c'est-à-dire le jardin du commandant en chef. Il était alors relié au jardin de la Maison du Gouvernement. En 1941, une statue en bronze du roi George VI a été érigée dans le jardin pour marquer le centenaire de l'accession de Hong Kong au statut de colonie britannique.
L'élevage d'animaux sauvages dans les jardins remonte à 1876. À cette époque, les animaux étaient détenus uniquement à des fins de divertissement. À partir des années 1970, l'accent a été mis sur les techniques d'élevage en captivité et les programmes d'élevage de conservation pour les collections zoologiques. Aujourd'hui, le jardin possède une collection de plus de 600 oiseaux, 70 mammifères et 40 reptiles, répartis dans une quarantaine d'enclos. La collection comprend des orang-outans, des gibbons et d'autres primates ; le flamant des Caraïbes, le jaguar et le python birman s'y trouvent également. Il existe un programme d'élevage actif pour un grand nombre de ces espèces, notamment les orangs-outans, les gibbons et les lémuriens, qui se reproduisent rarement en captivité.
Le jardin abrite plus de 1 000 espèces de plantes telles que des conifères, des figuiers, des palmiers, des gommiers et des magnolias. En outre, une serre située à la limite orientale du jardin abrite plus de 150 espèces indigènes et exotiques, dont des orchidées, des fougères, des broméliacées, des plantes grimpantes et des plantes d'intérieur.

### Lung Fu Shan Country Park
Le parc de Lung Fu Shan couvre les pentes densément végétalisées de Lung Fu Shan, y compris la Batterie de Pinewood désaffectée et l'aire de pique-nique de Pinewood Garden, offrant une toile de fond pittoresque aux quartiers résidentiels et commerciaux de l'île de Hong Kong. Il est situé au nord du Pok Fu Lam Country Park. À l'est du Lung Fu Shan Country Park se trouve Hatton Road, au sud Harlech Road, tandis qu'au nord et à l'ouest se trouve une conduite couverte construite par le Water Supplies Department. Ce parc couvre une superficie d'environ 470 000 m2 et offre une excellente vue sur la partie occidentale du territoire et sur Victoria Harbour.

### Wan Chai Nature Trail
Le Wan Chai Nature Trail est un sentier court qui dure environ deux heures. Le long du chemin, on peut acquérir des connaissances sur la nature, principalement en ce qui concerne les aspects biologiques, géologiques et géographiques.

## Art et culture

### Maison Flagstaff
Le Flagstaff House Museum of Tea Ware (茶具文物館), un musée annexe du Hong Kong Museum of Art, est situé dans le parc de Hong Kong. Le bâtiment a été construit dans les années 1840 et servait à l'origine de bureau et de résidence au commandant des forces britanniques à Hong Kong. Il a été transformé en musée en 1984, et une nouvelle aile, la galerie K.S. Lo, a été construite en 1995.
Le Flagstaff House Museum of Tea Ware est spécialisé dans la collection, l'étude et l'exposition d'objets en rapport avec le thé. Le musée promeut la culture chinoise de consommation du thé à travers de nombreuses expositions. Il propose des programmes vidéo et des audioguides en cantonais et en japonais, des présentations régulières et des conférences, ainsi que des visites guidées gratuites pour les touristes.
La Chinese Teahouse, qui fait partie du musée, organise régulièrement des démonstrations de service du thé.

### Centre d'arts visuels de Hong Kong
Le Hong Kong Visual Arts Centre est situé sur Kennedy Road, dans le centre, et a pour principal objectif de soutenir la création artistique locale. Le centre a été restructuré à partir d'un bâtiment du début du XXe siècle (Cassels Block, ancienne caserne pour officiers britanniques mariés) afin de fournir un atelier aux artistes locaux.

### University Museum and Art Gallery
Le musée universitaire et la galerie d'art (UMAG) sont situés à l'intérieur de l'université de Hong Kong et visent à promouvoir l'art et la culture chinoise auprès des étudiants et de l'ensemble de la communauté. L'UMAG organise généralement des expositions et des activités d'éducation artistique pour promouvoir l'éducation artistique à Hong Kong. Le musée est situé dans le bâtiment Fung Ping Shan, à côté de l'entrée principale de l'université. En outre, la galerie d'art est située dans les trois étages inférieurs du bâtiment T T Tsui.

### Kom Tong Hall
Le Musée du Dr Sun Yat-sen est situé dans le Kom Tong Hall, un ancien manoir de Castle Road. Il présente des expositions sur la vie du Dr Sun Yat-sen et sur l'histoire du bâtiment.
Auparavant, l'Église de Jésus-Christ des saints des derniers jours possédait le Kom Tong Hall. Le bâtiment a été converti en église aux étages inférieurs et a servi de bureau aux étages supérieurs. Il a ensuite été restitué au gouvernement de Hong Kong. Le bâtiment a été remplacé en juin 2005 par le nouveau bâtiment de l'église de Wan Chi sur Gloucester Road à Wan Chai.
Pendant la Seconde Guerre mondiale, ce bâtiment aurait été utilisé comme quartier général japonais à Hong Kong.

## Éducation
De nombreuses écoles et universités se trouvent dans les Mid-Levels. La plus célèbre est l'Université de Hong Kong. De nombreuses écoles secondaires célèbres telles que St. Joseph's College, St Paul's College, Hong Kong, St. Paul's Co-Educational College, King's College, St. Stephen's Girls' College et Raimondi College (高主教書院) s'y trouvent également.

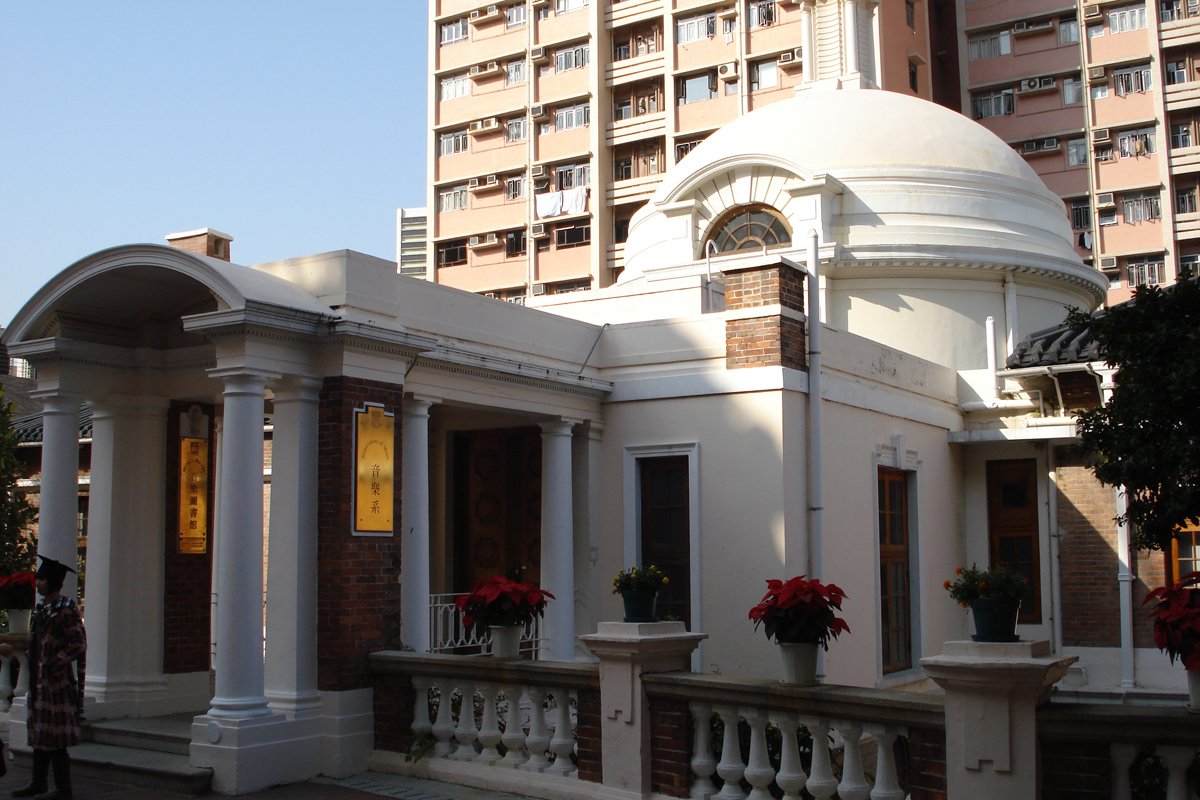
Bâtiment Hung Hing Ying de l'Université de Hong Kong

### Université de Hong Kong
Le bâtiment principal de l'université de Hong Kong est le plus ancien de tous les bâtiments de l'université. Donné par Sir H.N. Mody, la construction de ce bâtiment a commencé en 1910 et s'est achevée en 1912 sur Pok Fu Lam Road. Il est fait de briques rouges et de granit et comporte quatre tourelles avec une tour d'horloge centrale. La tour de l'horloge a été offerte par Sir Paul Chater.
Le grand hall central du bâtiment principal porte le nom du riche homme d'affaires Lok Yew. Pendant la Seconde Guerre mondiale, l'ensemble du bâtiment a été endommagé, mais il a été réparé par la suite. En 1952, deux cours supplémentaires ont été construites au sud du bâtiment et une autre a été achevée en 1958. Aujourd'hui, le bâtiment abrite différents départements de la Faculté des arts.
En 1919, Sir Paul Chater et le professeur G. P. Jordan ont fait un don pour la construction du bâtiment Hung Hing Ying, situé près du bâtiment principal. Ce bâtiment était destiné à abriter l'association des étudiants. Après la Seconde Guerre mondiale, il est devenu le bâtiment administratif. En 1960, l'aile est a été ajoutée et en 1974, le bâtiment a été transformé en Senior Common Room pour le personnel. Le nom du bâtiment est resté inchangé jusqu'à aujourd'hui et il abrite actuellement le département de musique.
Old Hall est une ancienne résidence universitaire. Il est divisé en trois blocs : Lugard Hall, Eliot Hall et May Hall, construits respectivement en 1913, 1914 et 1915. Tous les bâtiments étaient en briques rouges, hauts de trois étages, avec des escaliers et des couloirs communicants. L'université a regroupé les trois bâtiments et les a renommés Old Hall en 1969. Le Lugard Hall a été démoli en 1991, l'Eliot Hall est devenu le bâtiment administratif et le May Hall est utilisé pour l'Office for General Education Unit.

### Écoles primaires et secondaires
St. Paul's College est la plus ancienne école de Hong Kong. Elle a été fondée en 1851 et a célébré son 155e anniversaire en 2006.
Ying Wa Girls' School (英華女學校) est une école secondaire de filles dépendant du Conseil de Hong Kong de l'Église du Christ en Chine (中華基督教會香港區會) et située au 76, Robinson Road. Elle a été fondée par la London Missionary Society en 1900.
Island School est l'école phare de l'ESF. Elle compte parmi ses élèves de nombreux enfants d'expatriés vivant à Mid-Levels.

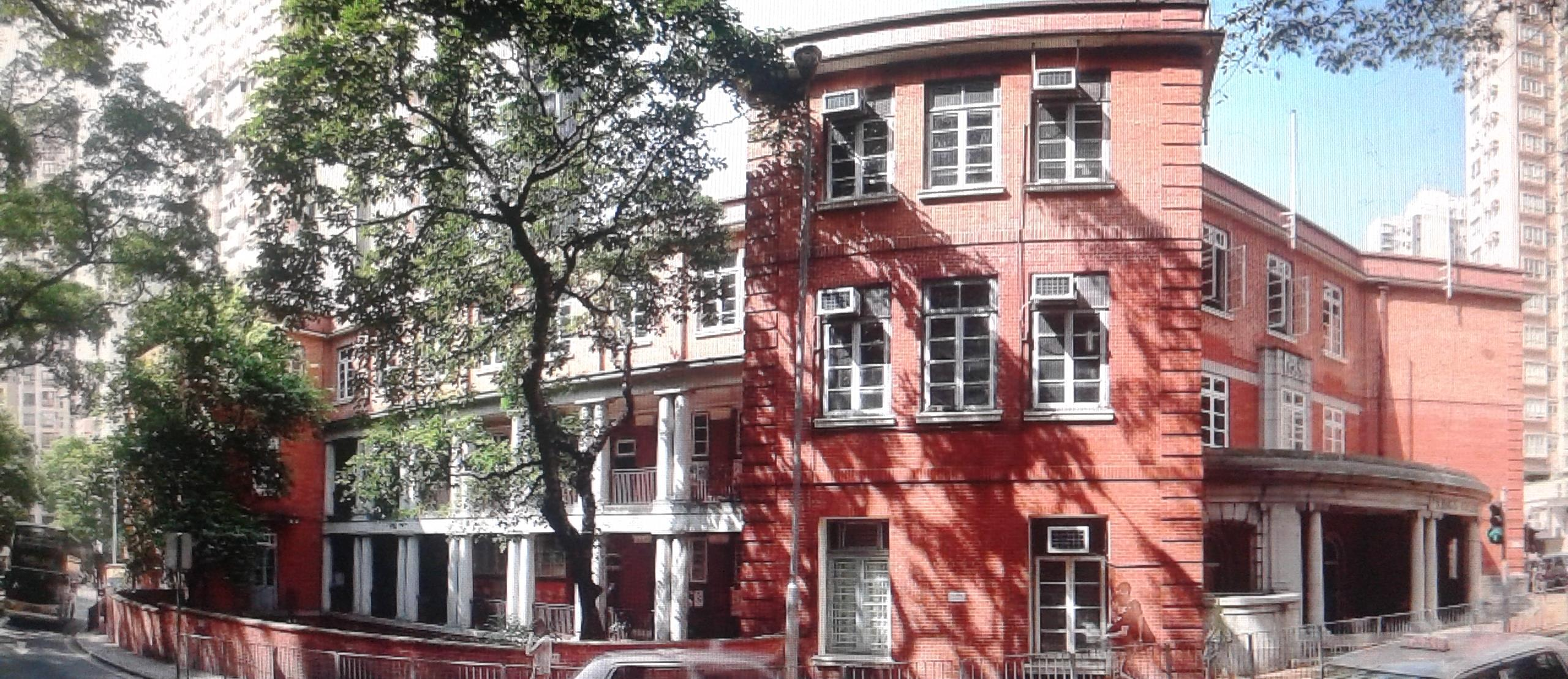
King's College

King's College (英皇書院), connu auparavant sous le nom de Saiyingpun Anglo-Chinese School (école anglo-chinoise de Saiyingpun) en 1879. Peu après son ouverture, les Britanniques ont utilisé l'école comme quartier et hôpital pour la Shanghai Defence Force. En 1928, elle est redevenue une école, mais a été transformée en écurie en 1941 par les Japonais. Elle est redevenue une école en 1950 et est resté une école publique depuis lors. King's College est un « monument déclaré » de Hong Kong depuis 2011.

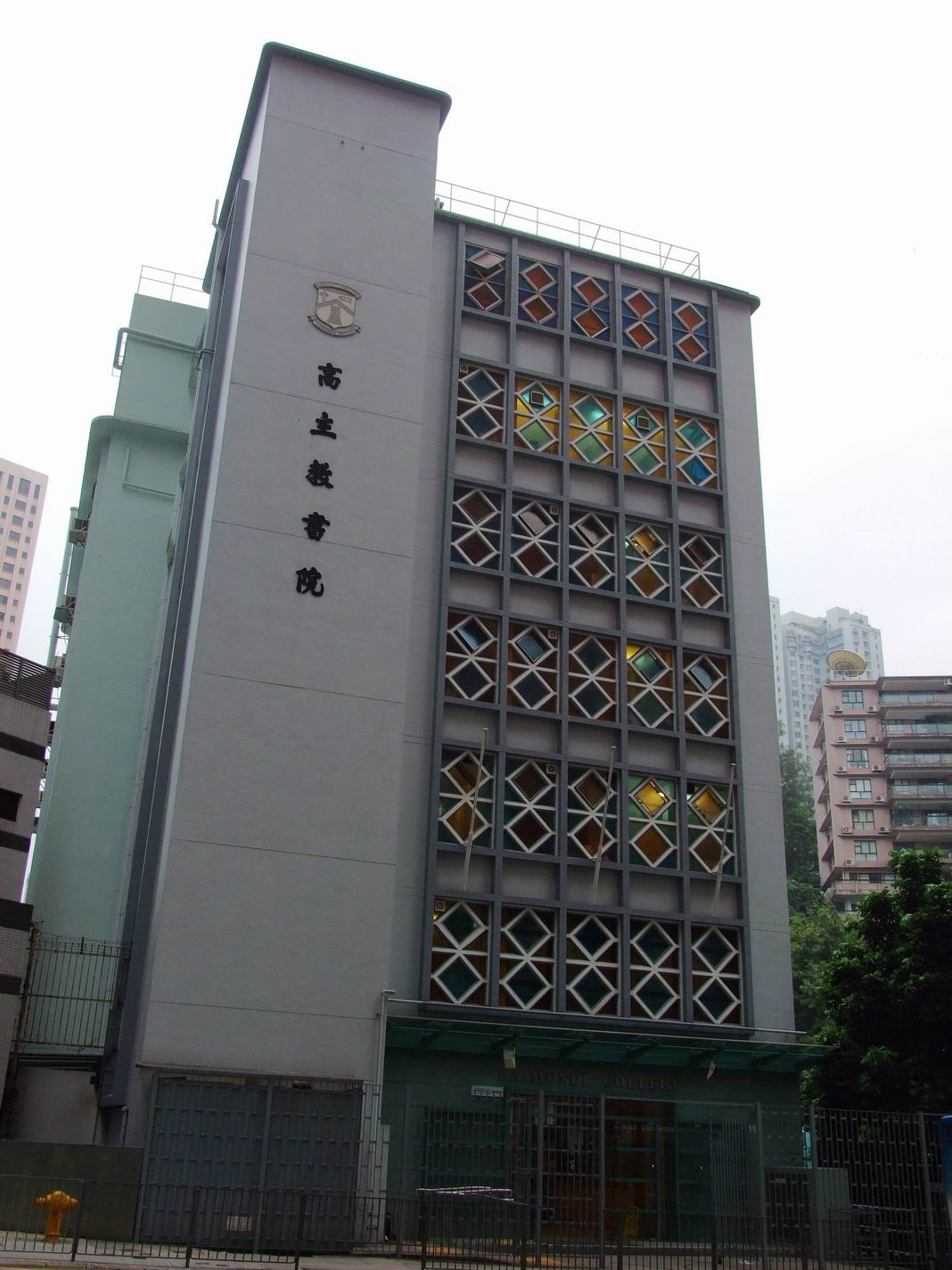
Raimondi College

Le Raimondi College est un établissement d'enseignement secondaire mixte de langue anglaise, nommé d'après l'évêque Timoleon Raimondi, premier vicaire apostolique de Hong Kong.
Fondé en 1875, St. Joseph's College (聖若瑟書院) est le premier établissement d'enseignement secondaire catholique pour garçons de Hong Kong. Il s'agit d'une institution lasallienne. Avec l'école primaire St. Joseph's Primary School, le nombre d'élèves à St. Joseph's dépasse aujourd'hui les 4200. Les blocs nord et ouest du collège sont déclarés monuments de Hong Kong depuis août 2000.
Margaret's Girls' College H.K. est un collège pour filles à Hong Kong. Il a été fondé en 1964.
St. Paul's Co-educational College a été créé en 1915 sous le nom de St. Paul's Girls College. Après avoir temporairement fusionné avec le St. Paul's College, l'école a conservé son statut mixte. C'est l'une des premières écoles à s'être convertie au Direct Subsidy Scheme en 2002, et elle introduit un programme d'études du Baccalauréat international. Actuellement, l'école primaire ne se trouve plus sur le même campus que l'école secondaire et a déménagé sur un nouveau campus à Wong Chuk Hang.

## Édifices religieux

### Temples
Le temple Man Mo est un lieu de culte populaire important pour la culture de Hong Kong. Il a été fondé dans les années 1850 au début de l'occupation britannique et contient une cloche en cuivre fabriquée sous le règne de Daoguang (1820-1850) de la dynastie Qing. Le temple Man Mo est situé à l'intersection de Hollywood Road et de Ladder Street, dans le quartier connu sous le nom de Tai Ping Shan. En outre, il y a de nombreux petits sanctuaires traditionnels, souvent adjacents à de vieux et grands figuiers étrangleurs.

### Cathédrale Saint-Jean
La cathédrale Saint-Jean, une église anglicane/épiscopalienne située sur Garden Road, est l'un des lieux de culte les plus anciens et les plus actifs de Hong Kong. Elle abrite un service de conseil, un centre VIH et deux centres de consultation pour les travailleurs migrants, qui représentent environ 5 % de la population de Hong Kong. St John's pratique une politique d'« autel ouvert » en accueillant à la Sainte Communion tous les chrétiens. Les terrains de Hong Kong sont concédés pour une période déterminée, et le terrain de la cathédrale St John est la seule exception.

### Cathédrale de l'Immaculée-Conception

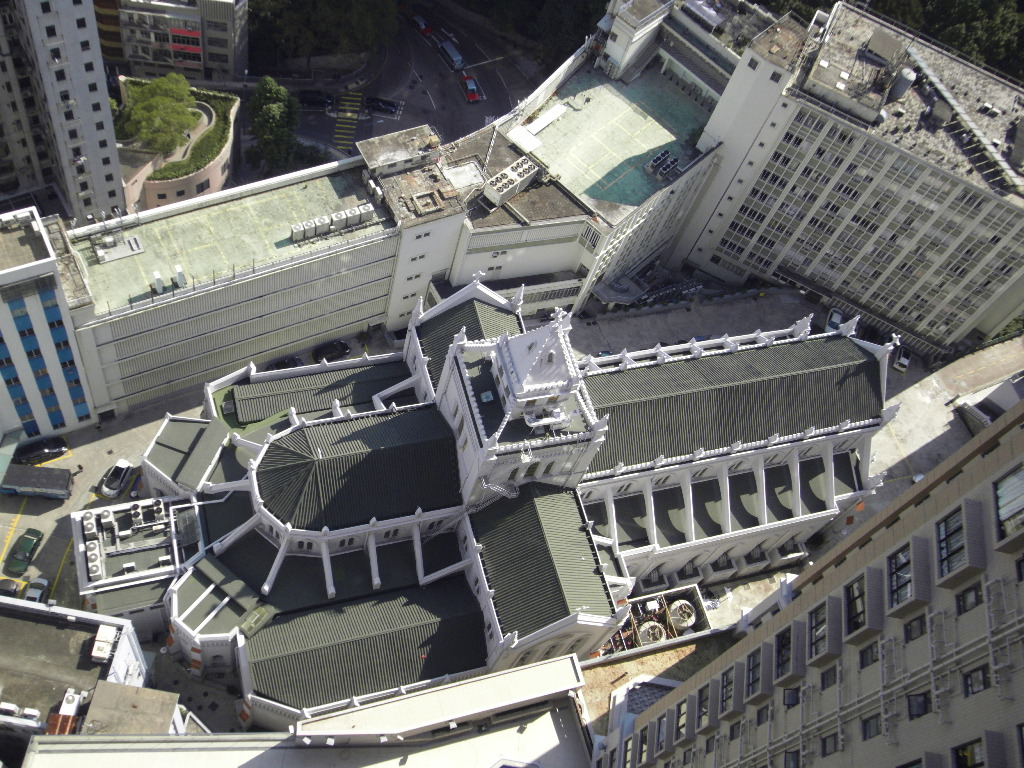
Cathédrale catholique romaine

La cathédrale de l'Immaculée Conception est une cathédrale catholique romaine située au 16, Caine Road. La première cathédrale catholique romaine de Hong Kong a été construite en 1843 et détruite par un incendie en 1859. La cathédrale a été conçue par Crawlwey and Company de Londres. La construction de la nouvelle cathédrale a commencé en 1883 et la première messe a été célébrée le 7 décembre 1888.

### Église Hop Yat

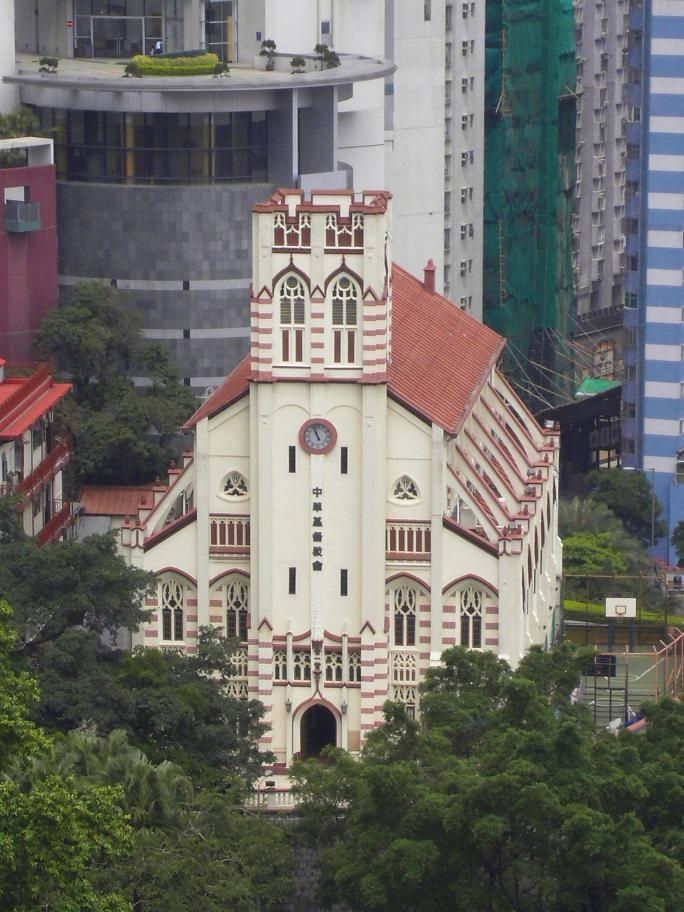
Église Hop Yat, Bonham Road

L'église To Tsai (道濟會堂, également connue sous le nom de Daoji Mission House) a été fondée par la London Missionary Society en 1888 et était située au 75, Hollywood Road. Sun Yat-sen a fréquenté cette église alors qu'il étudiait la médecine au Hong Kong College of Medicine for Chinese (香港華人西醫書院). Fung-Chi Au (區鳳墀, 1847-1914), qui fut le professeur de littérature chinoise de Sun et le secrétaire du département des affaires chinoises de Hong Kong (香港華民政務司署總書記), était un doyen de cette église. En raison de sa croissance, cette église a construit un grand bâtiment au 2, Bonham Road en 1926 et a été renommée Hop Yat Church (合一堂).

### Mosquée Jamia
La Mosquée Jamia est une élégante mosquée datant des premiers temps de l'histoire de Hong Kong. Elle est située à l'angle des rues Mosque Street et Shelley Street. Elle est facilement accessible par l'escalier mécanique de Mid-Levels.

### Synagogue Ohel Leah et Centre culturel juif

Synagogue Ohel Leah

La synagogue Ohel Leah, située sur Robinson Road, date de 1901.

### Église baptiste de Hong Kong
L'église baptiste de Hong Kong se trouve au 50, Caine Road et compte environ 2 200 fidèles. Elle a été fondée en 1901. Elle a acquis le 97 Caine Road en février 2015 à des fins d'expansion.

### Missionnaires
Le London Mission Building (倫敦傳道會大樓) se trouve au 78-80, Robinson Road.

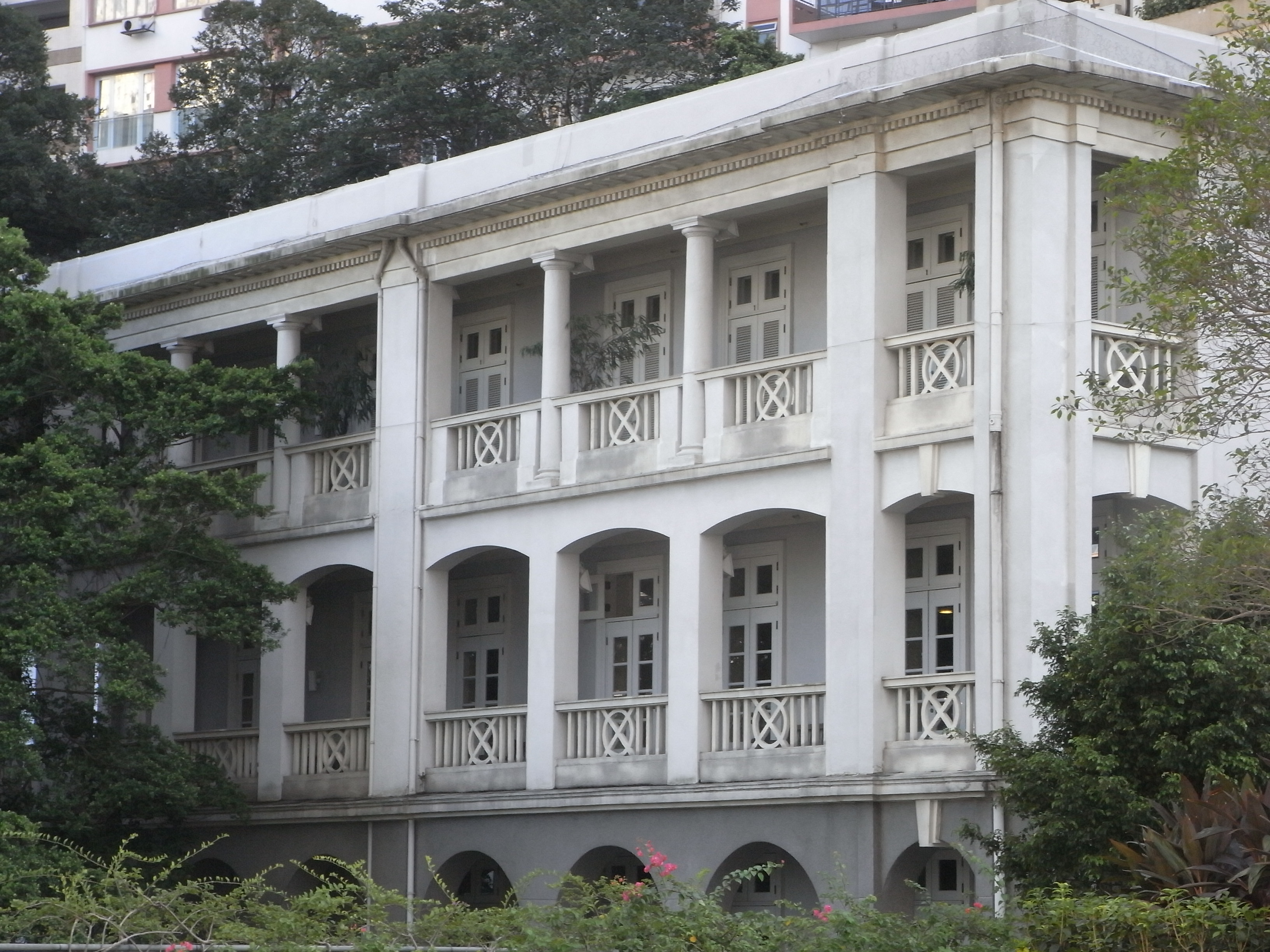
London Mission Building, 78–80 Robinson Road, 2010